# El Olivar (Viña del Mar)
El Olivar es un barrio residencial de la ciudad de Viña del Mar, Chile, cerca de Quilpué y ubicado en la zona este de la ciudad, en el sector de Viña Oriente, que fue inaugurado en la década de 1980.

## Historia

### Creación
Antes de 1980, la conexión entre Viña del Mar y Quilpue era por Camino Troncal, una carretera que unía a la ciudad de Viña del Mar con la de Quilpue a través de un camino entre pendientes, boscoso y rural, para dicha época, Viña del Mar terminaba en la población Villa Dulce, la cual hacia finales de 1970 la habían rodeado tomas de terrenos.
En la década de 1980, la política social habitacional del régimen militar de Augusto Pinochet, empujó a la construcción de "viviendas mínimas” con la idea de relocalizar y urbanizar todo el campo de El Olivar, además de erradicar campamentos que incipientemente se instalaban en Viña del Mar. 

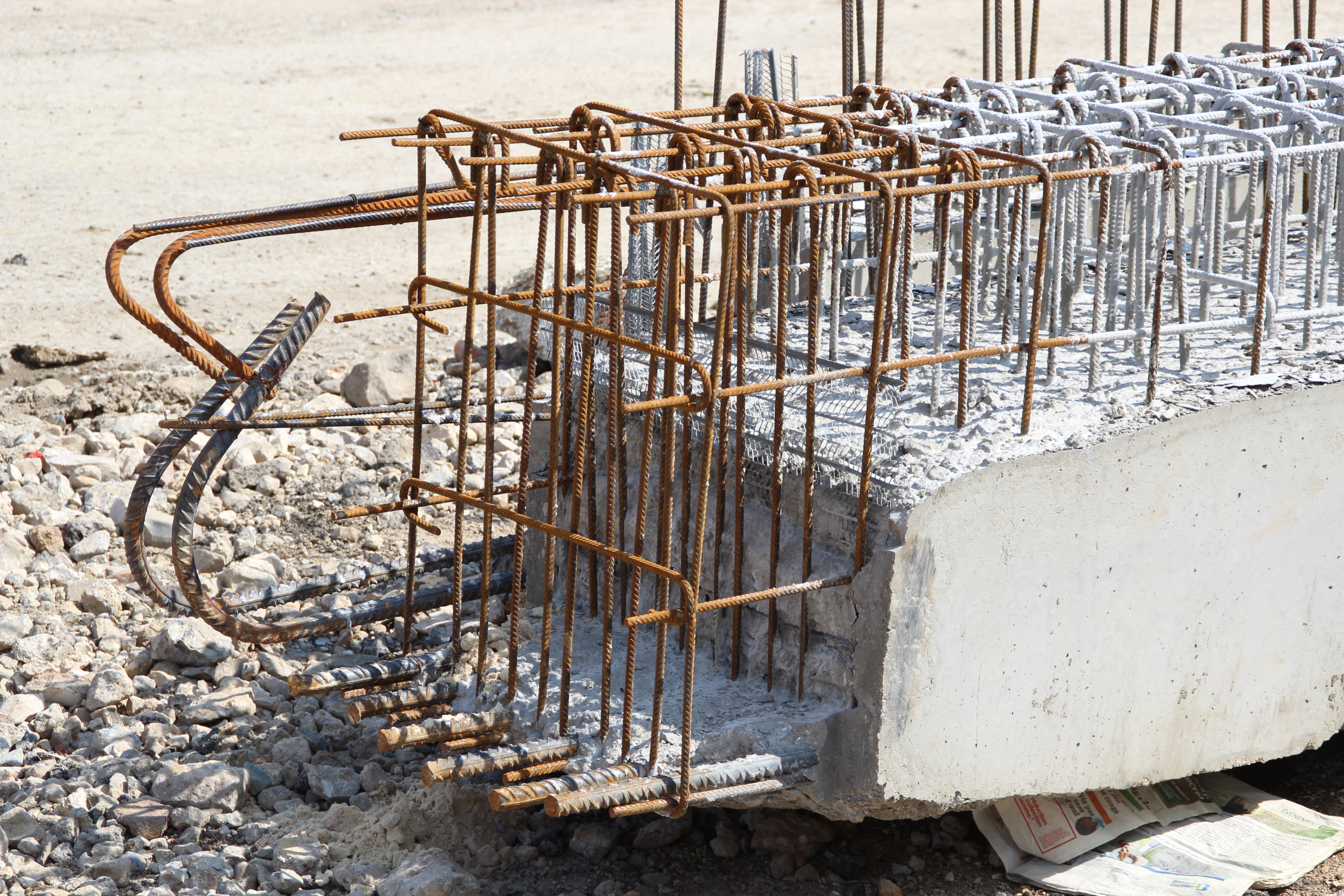
Debido a la composición de hormigón y acero de las paredes exteriores y la loza, las viviendas se consideran que poseen un Refuerzo antisísmico y ignífugo en su estructura base.

Para ello se dio inicio a la construcción de la "Población El Olivar de Viña del Mar". La institución encargada de la ejecución del proyecto gubernamental era el Servicio de Vivienda y Urbanismo de Chile (SERVIU), quienes hicieron compra de 70 hectáreas a particulares que habitaban esa área como un fundo.
Lineado el proyecto de ejecución, se da a conocer que las viviendas estarían orientadas a la clase media de la Región de Valparaíso, iniciando una etapa de compra-venta de estas viviendas a través de SERVIU con prioridad a empleados públicos junto a suboficialidad de las Fuerzas Armadas y Carabineros.
Se programaron 2.500 viviendas para 10 mil personas en dos etapas. Las vivienda estaban basados en un modelo que combinaba casa con departamento, tendencia que venía en proyectos aledaños levantados en el gobierno de Eduardo Frei Montalva, sin embargo, para que fueran económicamente accesibles, se redujo todo al mínimo, Las residencias apenas superaban los 30 metros cuadrados, lo que las dejó en un precio de venta de $4.800.000 en 1987 (cercano a 44 millones de pesos en 2024).
Las viviendas se construyeron originalmente con material sólido de hormigón armado en sus paredes exteriores y piso (dichas paredes y piso poseen un tratamiento antifuego) y material ligero en su división interna y techo (este último formulado con un material antifuego a base de Asbesto), las casas poseen refuerzo antisísmico en sus muros por su construcción acerada y ancladas entre todas las casas y sus columnas reforzadas a la excavación original.
Las viviendas poseían acceso a los servicios de luz, agua y alcantarillado público, además, que por un convenio entre la Compañía de Teléfonos de Chile y el SERVIU, la población se entregó con cableado público de telefonía para la futura contratación por parte de sus dueños, se intento que incluyera Gas Natural, sin embargo por la ubicación y pendientes de la población fue técnicamente inviable.

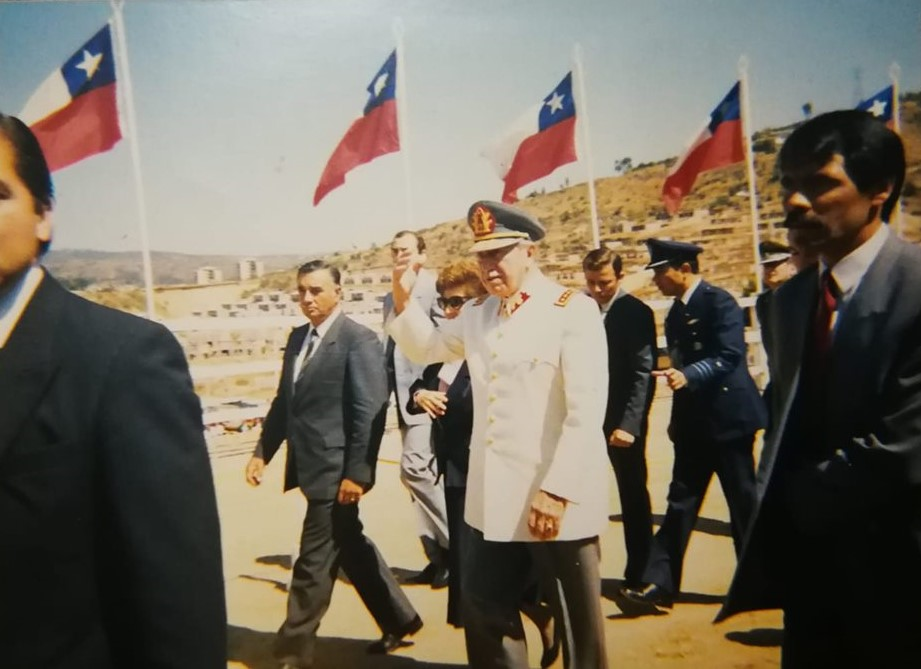
Augusto Pinochet, inaugurando la Primera etapa en 1987 junto con la alcadesa Eugenia Garrido

El proyecto se dividió en dos etapas:
- Primera etapa: El Olivar Alto. Ubicada en la parte alta del sector, se edifican casas de un piso pareadas; casas de dos pisos pareadas (un piso por familia) y blocks de departamentos de tres pisos cada uno. Las obras fueron entregadas en 1987.
- Segunda etapa: El Olivar Bajo. Ubicada en la zona baja, cercana a Troncal urbano; en donde se edifican casas de dos pisos pareadas (un piso por familia) y block de departamentos de tres pisos.

La primera etapa fue iniciada en 1986 y entregada en 1987 y la segunda etapa iniciada en 1988 y entregadas en el año 1989, ambas en ceremonia encabezadas por Augusto Pinochet y la alcaldesa de la Ilustre Municipalidad de Viña del Mar: Eugenia Garrido.

### Extensión
El año 2012 se inicia el proyecto de construcción de una población aledaña a El Olivar, con el objetivo de adaptarla a los sucesores de las familias constituyentes del barrio y darle acceso a la vivienda propia a aquellos que viven en El Olivar como allegados o arriendan. Fue aprobado en los primeros meses del año 2011, y se le denominó "Conjunto Los Olivos, Hijos de El Olivar".
El proyecto considera la construcción de 12 edificios de 2 y 5 pisos, con 150 departamentos, además una sede social de 75 m², compuesta de una sala multiuso, una oficina, dos baños (uno para minusválidos) y cocina, 86 estacionamientos, con tres sectores de áreas verdes, juegos infantiles y un circuito de trote de 55 m² de maicillo compactado.
Durante el 2012, se hace la entrega del subsidio de habilitación, cuyo grupo beneficiado está formado principalmente, por familias del primer quintíl, quienes residen en calidad de allegados, principalmente del sector de El Olivar de Viña del Mar. Los beneficiados son obreros y asesoras del hogar, principalmente familias jóvenes, con más de un niño, donde cada uno de ellos tuvo que ahorrar 10,5 UF para postular (entre ellos cuatro personas discapacitadas) al subsidio otorgado por los estamentos de gobierno.
Las obras comenzaron el 2011, siendo paralizadas 3 veces, terminando en diciembre de 2013 y aprobadas por la Dirección de Obras en marzo de 2014, inauguradas el 29 de junio de 2014, a cargo de la presidenta Michelle Bachelet y la alcaldesa Virginia Reginato.

### Gran Incendio de 2024

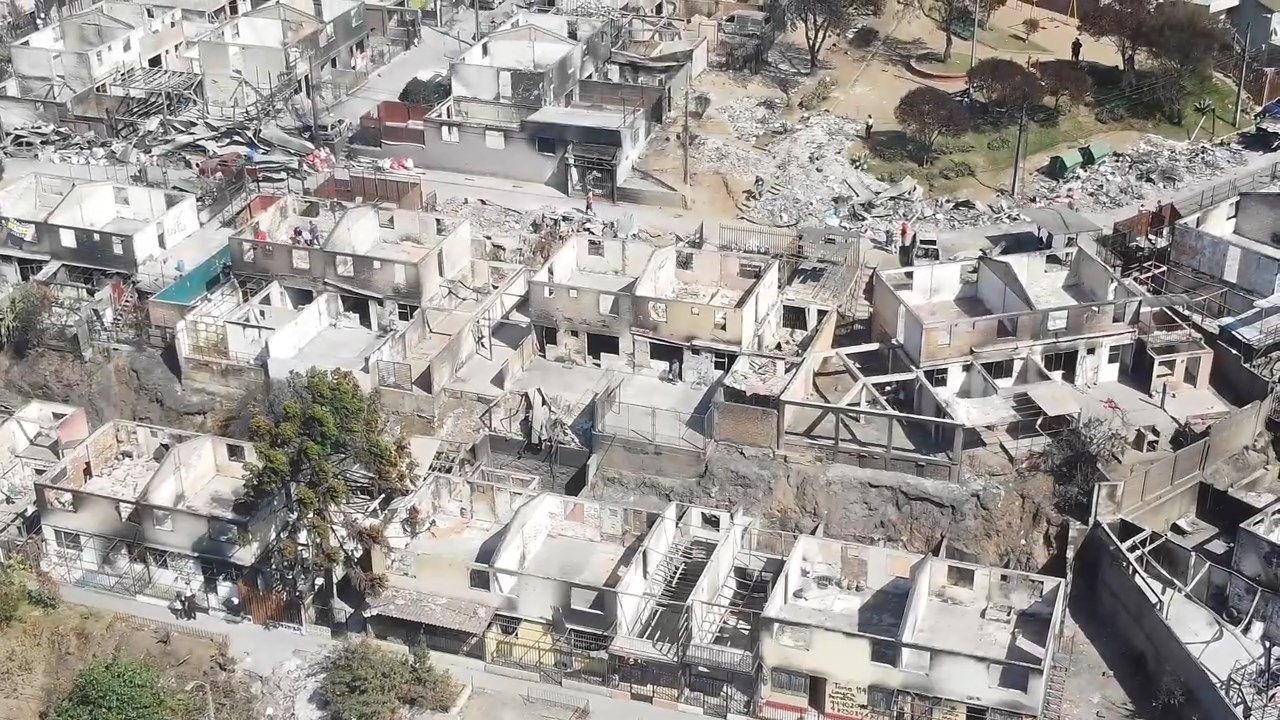
Vista área de la destrucción

Si bien El Olivar se planificó considerando posibles incendios forestales en su construcción y que usualmente en la época de verano, ocurrían incendios en el sector del jardín botánico -incluso algunos de gran magnitud- pero que no afectaban a la población, esta fue afectada por los Incendios forestales en Chile de 2024, durante las 17:00 horas del día 2 de febrero del 2024, el fuego empezó a afectar a viviendas y avenidas y de forma simultánea en diversos sectores, además de provocar explosiones de autos y líneas de gas, esto sumado a una tardía evacuación dejó a la población casi con perdida total y con una gran cantidad de muertos en casas y calles, estimándose que solo en esta población se perdieron alrededor de 1.000 viviendas.
El sistema de agua potable tardó cerca de 2 días en volver en su integridad, el sistema eléctrico volvió en forma de fases por sector a partir del día sexto al igual que las redes de telecomunicaciones, durante ese periodo ocurrieron intentos de saqueo y de incendio.

## Entorno
Se encuentra en un sector netamente residencial de Viña del Mar, teniendo como vecinos a Jardín Botánico Nacional de Viña del Mar, Villa Dulce, Condominio Milled, Condominio Jardín Botánico, Villa Hermosa y Villa Arauco.
Su ubicación la sitúa cercana a la Avenida Camino Troncal (acceso principal), por lo que en tan solo cinco minutos se puede llegar a la ciudad de Quilpué, o hacia el poniente, al centro de la ciudad de Viña del Mar; Camino Internacional, a diez minutos de Reñaca y a quince minutos a la ciudad de Concón; Autopista Las Palmas, Valparaíso y acceso directo a ruta 68CH que conecta con la ciudad de Santiago.
Está cercano a:
- Portal Viña Cencosud (Jumbo - Easy)
- Jardín Botánico Nacional
- Universidad Santo Tomás
- Universidad Técnica Federico Santa María, Sede Viña del Mar
- Pontificia Universidad Católica de Valparaíso, Escuela de Ingeniería Mecánica
- Huevos Arizona

## Servicios

### Educación
Existe un colegio particular subvencionado de enseñanza general básica y enseñanza media científica humanista en este barrio, el Colegio San Nicolás, perteneciente a los mismos sostenedores del Colegio Aconcagua de Paso Hondo y San Nicolás de Canal Chacao.

### Salud
El Centro de Salud Familiar Dr. Juan Carlos Baeza es un importante centro de salud integral que depende de la Corporación Municipal de Viña del Mar y al Servicio de Salud Viña del Mar - Quillota, que atiende a más de 22.214 personas, ya que tiene a cargo tres sectores. (El Olivar, Canal Beagle y Villa Independencia.) Desde 2011, tiene a cargo la atención del Centro comunitario de salud familiar (CECOSF) de Villa Hermosa. Es campus clínico de la Universidad Andrés Bello, Universidad Santo Tomás, Instituto Profesional AIEP y el Centro de Formación Técnica UVALPO.

### Deporte y cultura
Para satisfacer la necesidad de poseer una organización, se creó el "Club Deportivo y Cultural Tamarugal", el que posee un Área Deportiva Fútbol y un Área Cultural en donde desarrollan diversas actividades.

### Transportes
Al ser un barrio residencial de la ciudad de Viña del Mar, el sistema de transporte público se acoge al "Transporte Metropolitano Valparaíso" TMV, el que presta los siguientes servicios a los habitantes de este barrio:
- Entra por El Olivar Bajo:
  - Buses del Gran Valparaíso, Servicio 611 403
  - Sol y Mar, Servicios 305 - 306
- Paradero Troncal El Olivar Bajo:
  - Fenur S.A., Servicios 101 - 102 - 103- 104 - 105 - 106 - 107 - 108 - 109 - 110 - 111 - 112 - 113 - 114 - 115 - 120
  - Sol y Mar, Servicios 301 - 302 - 303 - 304 - 307 - 308
- Entra por El Olivar Alto:
  - Buses del Gran Valparaíso, Servicio 610
  - Viña Bus, Servicio 403
  - Viña Bus, Servicio 205

### Sede Comunitaria
Cuenta con una infraestructura de dos pisos como Sede Comunitaria, la cual alberga a la Organización Unión Comunal de JJ.VV. Viña Oriente, y atiende a un vasto sector comunitario desde Limonares hasta Villa Hermosa.
Funcionan en esta sede:
- Centro de Madres
- Junta de Vecinos
- Gimnasia
- Cursos para la comunidad